# Oribi
Oribi (Ourebia ourebi) är en liten antilop som hittas söder som Sahara.

## Utseende
Oribin har en mankhöjd på mellan 55 och 65 centimeter, en kroppslängd (huvud och bål) av 92 till 110 centimeter och väger mellan 15 och 20 kilogram. Oribins päls är gulbrun på ryggen och sidorna, magen är vit och pannan och hjässan är rödbruna. Den har en stor körtelfläck under ögonen, kort svans med en svart tipp och stora öron. Det är bara hannen som har horn och de är lodräta med räfflor vid basen. Hornen kan bli mellan 8 och 18 centimeter långa.

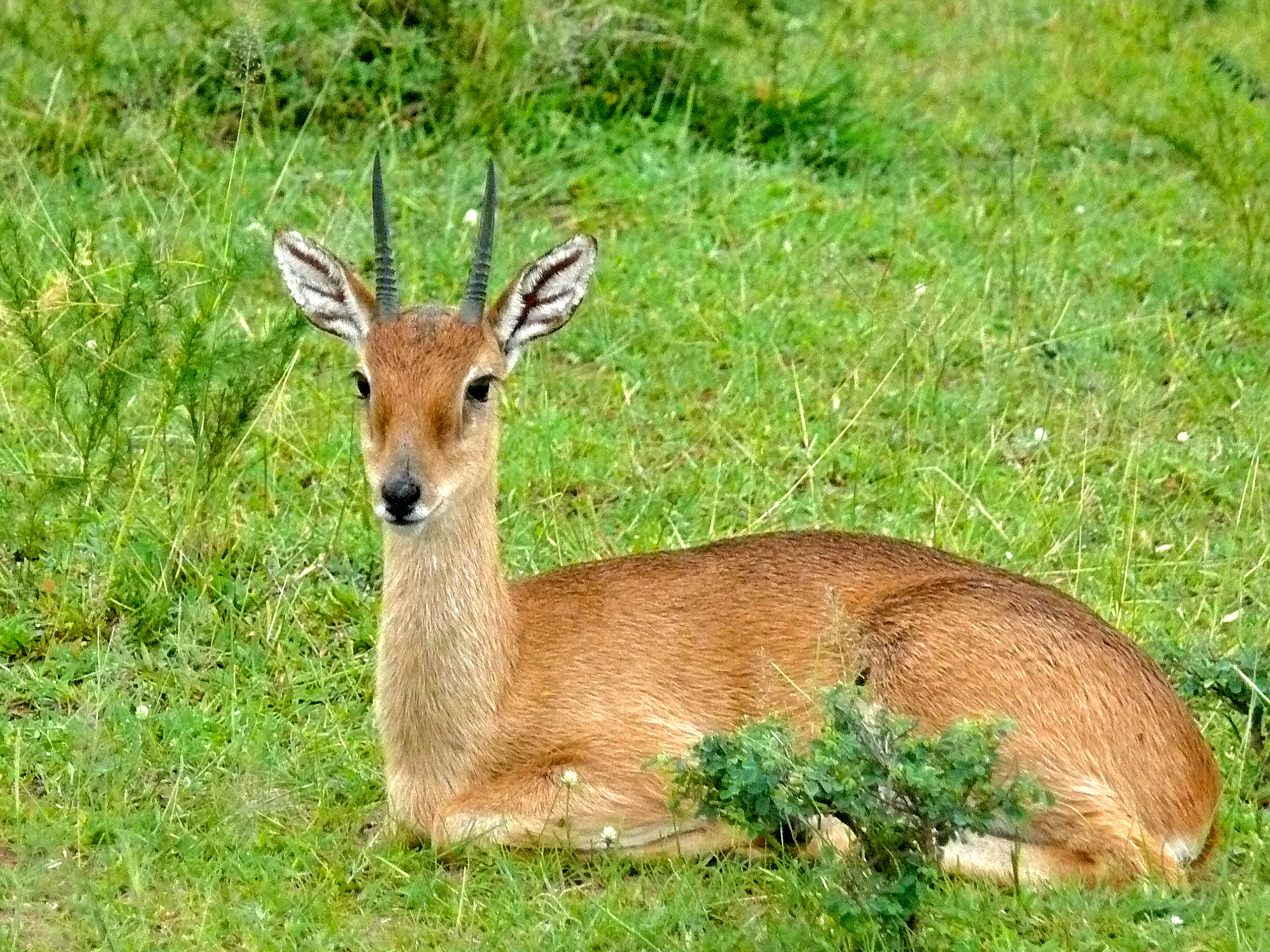

## Levnadssätt

### Socialt beteende
Oribin trivs bäst på grässavanner eftersom den i motsats till de andra i familjen småantiloper är en ren gräsätare även om det ibland kan slinka ner ett och ett annat löv. Oribin lever i små familjegrupper eller parvis. Hanen och honan markerar och håller ett revir som har ett system av stigar, viloplatser och avträden. Viloplatserna är ofta gömda i täta busksnår eller i skrevor. Oribin är ett djur som är aktivt under dagen även om den tar sig en tupplur när det är hetast. På grund av att den är aktiv under dagen och att den lever i öppen terräng är den lätt att studera för forskare och turister.

### Fortplantning
En oribihona är dräktig i mellan 6 och en halv till 7 månader (200 till 210 dagar) och hon får oftast en unge. I början ligger kalven gömd och mamman brukar med jämna mellanrum titta till den och låta den dia. Efter en vecka kan ungen börja inta fast föda även om den fortfarande diar. Det tar ungefär två månader innan den är helt avvand. En hon kalv blir könsmogen vid ungefär ett års ålder medan en hane blir det vid drygt 14 månader.

### Predatorer
Det är rovdjur som babian, örnar, varaner och pytonormar som kan tänka sig att ta en oribi. Men även de större rovdjuren har ingenting emot att ha en oribi till middag. När den oribi är i fara brukar den ligga och trycka alldeles orörlig till det sista ögonblicket. Den har för vana att försöka att studsa iväg från faran på stela och raka ben. Om en oribi får leva och ha hälsan kan den ha en livslängd på drygt 14 år.

## Underarter
Oribin har 13 underarter som har blivit beskrivna.:

- Ourebia ourebi aequatoria (Uganda)
- Ourebia ourebi cottoni (Tanzania)
- Ourebia ourebi dorcas (Tchad)
- Ourebia ourebi gallarum (Centrala Etiopien)
- Ourebia ourebi goslingi (Norra Kongo-Kinshasa)
- Ourebia ourebi haggardi (Norra Kenya)
- Ourebia ourebi hastata (Zaire, Malawi, Zimbabwe)
- Ourebia ourebi kenyae (Kenya)
- Ourebia ourebi montana (Sudan till västra Etiopien)
- Ourebia ourebi ourebi (södra Afrika)
- Ourebia ourebi quadriscopa (Senegal till Nigeria)
- Ourebia ourebi rutila (Angola)
- Ourebia ourebi ugandae (Uganda)